# Miku (futbolista)
Nicolás Ladislao Fedor Flores (Caracas, 19 de agosto de 1985), conocido como Miku, es un futbolista venezolano nacionalizado húngaro que juega como delantero en el Metropolitanos Fútbol Club de la Primera División de Venezuela. Su apodo Miku es el diminutivo de Miklós, Nicolás en húngaro.

## Biografía
Pertenece a una familia húngara emigrante, que habría abandonado su país después de la Segunda Guerra Mundial. Su padre era de origen húngaro, László Fedor, su madre venezolana, Maritza Alejandrina Flores. Tiene una hermana mayor llamada Alicia Alejandrina Fedor Flores. Jugó desde junio de 1989 hasta junio de 2001 en el equipo de fútbol de su colegio Santo Tomás de Villanueva en Caracas.
En julio de 2001 se desplazó hasta Valencia para pasar unas vacaciones junto a su familia, y para no perder la forma empezó a entrenarse todo el verano con los juveniles de la SD Sueca, quienes estaban realizando la pretemporada. Miku destacó enseguida y le propusieron que se quedara en España con el equipo.
En la temporada 2001-02 no pudo jugar al estar tramitándose su permiso de residencia, donde no se perdió ningún entrenamiento con el juvenil de la SD Sueca.
Para la temporada 2002-03, con 16 años, el Real Madrid y el Valencia CF mostraron interés por él. Realizó las pruebas en ambos equipos y con un informe favorable de los dos, eligió quedarse en el Valencia CF. El club ché lo cedió al C.F. Crack's, la cual es una escuela de fútbol fundada por exjugadores del Valencia, ya que por su condición de extranjero no podía jugar en ningún equipo de su edad.
Le hicieron ficha de juvenil en el CF Crack's pero jugó la temporada 2002-03 y 2003-04 con el primer equipo, en Regional Preferente de la Comunidad Valenciana. Jugó con los juveniles la liguilla de ascenso a Liga Nacional Juvenil, que consiguieron gracias a sus goles. Durante estas dos temporadas entrenó un día a la semana con el Juvenil del Valencia de la División de Honor Juvenil.
En la temporada 2004-05 estaba previsto que jugara con el Valencia Mestalla, pero descendieron a la Tercera División, en la cual no pueden jugar extranjeros ni con pasaporte europeo. Varios equipos se interesaron en su cesión, y decidió irse al Club Deportivo Alcoyano de Segunda B para la temporada 2004-05, con el cual pudo llegar a los play-offs de ascenso a Segunda.

### UD Salamanca
El club terminó la temporada 2005-06 en primer lugar del Grupo II de 2.ª B y disputó los play-offs de ascenso. Miku disputó 33 partidos y marcó 18 goles en la temporada regular y disputó 4 partidos marcando 2 goles en los playoffs. El 25 de junio de 2006 marcó el gol de la victoria contra el Sevilla Atlético que le dio el ascenso a Segunda al equipo salmantino.

### Ciudad de Murcia
El 16 de septiembre de 2006 debutó con el Ciudad de Murcia en la Segunda División de España contra el Lorca perdiendo 1-0 y disputando 29 minutos, entrando en el segundo tiempo.
El 20 de septiembre de 2006 debutó en la Copa del Rey contra el Málaga, con derrota de su equipo 2-1 y disputando los 90 minutos. Se fue con 8 partidos, 0 goles, 169 minutos en Liga y 1 partido 0 goles y 90 minutos en Copa del Rey.

### Valencia Mestalla
El 4 de febrero de 2007 debutó con el Valencia Mestalla, de nuevo en 2.ª B ante el Orihuela perdiendo 5-0 y disputando los 90 minutos.
El 24 de febrero de 2007 marcó su primer gol contra el Figueras con resultado de 1-1, disputando los 90 minutos y marcando el gol en el minuto 37.
Miku fue convocado por primera vez por el técnico de la primera plantilla del Valencia, Quique Sánchez Flores, para un amistoso ante el Colorado Rapids de la Major League Soccer en el Estadio de Mestalla, pero el jugador decidió, en acuerdo con el club, perderse el mismo para poder comparecer al encuentro amistoso que la Selección de fútbol de Venezuela disputaría ante Cuba el 24 de marzo de 2007.
Su equipo terminó la temporada 2006-07 de la Segunda División B de España en el puesto 16, teniendo que disputar el play-out, pero perdió y descendió a Tercera División.

### Gimnástic de Tarragona
El 22 de agosto de 2007 fue cedido al Gimnàstic de Tarragona.
Salió como titular en su debut con el Nàstic en 2.ª el 26 de agosto de 2007 contra el Alavés con victoria tarraconense 2-0, disputando los 90 minutos y recibiendo una tarjeta amarilla.
En la Copa del Rey de fútbol 2007-08 disputó 1 partido, jugando 90 minutos, recibiendo 1 tarjeta amarilla, siendo su equipo eliminado en la segunda ronda.
Disputó la final de la Copa Cataluña contra el Fútbol Club Barcelona con victoria de su equipo 2-1.
El 11 de noviembre de 2007 marcó su primer gol contra el Racing de Ferrol con victoria de su equipo 2-0, disputando los 90 minutos.
El 26 de abril de 2008 marcó su segundo gol contra el Celta dándole la victoria 2-1 en el minuto 87 después de entrar desde el banquillo en el minuto 67.
En la temporada 2007-08 disputó 29 partidos, 21 de titular, jugando 1785 minutos marcando 2 goles y recibiendo 5 tarjetas amarillas.

### Valencia C. F.
Miku pertenecía al Valencia CF, pero los chés no lo tenían en sus planes para la nueva campaña y buscaron cederlo a algún equipo de Primera o Segunda.
Durante todo el mes de julio, jugó partidos de pretemporada con el Valencia. Después de este tiempo se analizaron las propuestas y el jugador volvió a la UD Salamanca, habiendo equipos interesados como el Hércules, de Segunda, o el Numancia, recién ascendido a Primera.

### Vuelta al Salamanca
El 26 de agosto de 2008 fue presentado como nuevo jugador de la UD Salamanca, llegando cedido con opción de compra.
El 3 de septiembre de 2008 marcó su primer gol en Copa del Rey contra la Unión Deportiva Las Palmas en la segunda eliminatoria dándole la victoria a su equipo 2-1, clasificándose a la próxima ronda, disputando 56 minutos entrando en el primer tiempo y marcando el gol en el minuto 46. En total en la Copa disputó 2 partidos (1 de titular), marcando 1 gol, jugando 176 minutos, siendo su equipo eliminado en la tercera ronda.
Entre 2008 y 2009, Miku acumulaba 15 goles, elevando su posibilidad de debutar en Primera División la siguiente temporada. La UD Salamanca se reservó una opción de compra del jugador venezolano. Pese a ello Miku fue el delantero centro titular de un equipo que estuvo peleando por los puestos altos hasta el final de temporada, siendo el máximo goleador del equipo con 15 tantos, lo que le valió de aval a la Selección de fútbol de Venezuela, de la cual llevaba unos meses sin asistir a ninguna convocatoria.

### Regreso al Valencia
En 2009 regresa al Valencia, debutando en la Europa League con el conjunto ché, el 27 de agosto de 2009 ante el Stabæk en el partido de vuelta de la cuarta ronda previa de la competición disputado en el Estadio de Mestalla. Miku logró marcar un hat-trick en su debut en competición europea, marcando a los 28', 29' y 80', logrando la victoria de su equipo 4-1.
Sin embargo, considerando claramente el exceso de delanteros en el Valencia, Miku fue vendido en enero de 2010 al Getafe CF.

### Getafe CF
En enero de 2010 se confirmó su traspaso al Getafe CF, en donde empezó a producir desde su llegada al marcar un gol al Mallorca en la Copa del Rey 2009-10. Luego marcó 5 goles en liga con el Getafe: uno contra el Mallorca, dos ante el Deportivo de La Coruña, y otros dos al Villarreal CF. Concluyó la temporada con un total de 35 partidos (24 de titular y 7 de suplente) jugando 2283 minutos y marcando 7 goles con 3 asistencias.
En la temporada 2011-12 incrementó su cantidad de goles en comparación con la temporada anterior, también fue titular en varios partidos de la UEFA Europa League y en la Copa del Rey. Empezó la liga con buen pie, marcando el primer gol de la liga para el Getafe contra el Levante UD. Posteriormente marcaría 2 goles al Real Madrid. Finalizó la temporada 2011-12 con un total de 38 partidos jugados (33 de titular y 5 de suplente) jugando un total de 3032 minutos en cancha, anotando 12 goles y realizando 3 asistencias.

### Celtic de Glasgow
El 31 de agosto de 2012, siendo el último día del período de fichajes, el Getafe anunció que Miku sería cedido por una temporada con opción a compra al Celtic de Glasgow. Debutó con el Celtic el 15 de septiembre de 2012 contra el St. Johnstone Football Club. Debuta en la UEFA Champions League el 19 de septiembre contra el Benfica y disputó los 90 minutos. Marcó su primer gol con el equipo escocés el 4 de noviembre contra el Dundee United.

### Al-Gharafa
En septiembre de 2013 es fichado por el Al-Gharafa.
Su etapa en Catar se acaba en 2015 cuando decide rescindir el contrato con el Al-Gharafa para volver a la liga española.

### Rayo Vallecano
En enero de 2015, el jugador venezolano vuelve a la Liga BBVA firmando por el conjunto de Vallecas en el mercado invernal por media temporada restante más dos años.
El entrenador rayista, Paco Jémez, declaró que "El fichaje de Miku era innecesario". Por esta razón, el venezolano no fue convocado en las primeras jornadas en las que permaneció en el club, pero poco a poco se fue ganando un puesto en el equipo gracias a su esfuerzo y dedicación en cada entrenamiento, haciendo muy buenos partido ante equipos como el Real Madrid
Miku comenzó la temporada 2015-2016 en el banquillo, casi no tuvo minutos en los primeros 6 meses de la temporada, pero gracias a una lesión de Javi Guerra se le dio la oportunidad de jugar.
En enero de 2016, Miku obtuvo un nivel de juego altísimo y se ganó la titularidad con el Rayo. El 20 de febrero, se convirtió en el primer jugador venezolano y en el primer jugador del Rayo en marcar gol en 5 jornadas consecutivas, superando al mexicano Hugo Sánchez. El 27 de febrero de 2016, Miku no pudo aumentar la cifra de goles porque fue sustituido en el descanso por una lesión que lo alejaría de los campos durante tres semanas. No obstante, recibió de la Liga BBVA el premio a mejor jugador del mes de febrero.

### Bengaluru FC
El 30 de agosto de 2017 ficha por el Bengaluru FC de la Superliga de India. El 16 de agosto de 2019 ficha por el Omonia Nicosia.

### Omonia Nicosia
El 16 de agosto de 2019 llega al equipo chipriota hasta el 1 de julio de 2020.

### Deportivo de La Coruña
El 23 de septiembre de 2020, llega libre al Deportivo de La Coruña de la Primera División RFEF.

### Real Murcia CF
El 5 de agosto de 2022, firma por el Real Murcia CF en la Primera Federación. El 2 de febrero de 2023, rescinde su contrato con el club murciano.

### CF Intercity
El 3 de febrero de 2023, firma por el CF Intercity de la Primera Federación.

### CD Arenteiro
El 7 de agosto de 2023, el CD Arenteiro hizo oficial su fichaje.

## Selección nacional
Miku hizo su debut con Venezuela el 16 de agosto de 2006, en un partido amistoso ante Honduras que concluyó con un empate sin goles. Después estuvo varios años sin entrar a una convocatoria, hasta que gracias a sus actuaciones con la UD Salamanca entre 2008 y 2009, lo convirtieron en un miembro importante de la selección de cara a la Clasificación de Conmebol para la Copa Mundial de Fútbol de 2010.  El 3 de marzo de 2009, anotó en la victoria 2-0 ante Colombia en el CTE Cachamay. Posteriormente marcaría un doblete el 9 de septiembre en la victoria como local, 3-1 ante Perú.
En el 2011 fue miembro de la plantilla que disputó la Copa América de ese año, logrando marcar el segundo gol en el empate 3-3 ante Paraguay, donde posteriormente alcanzaría el cuarto lugar en la competición.
En 2015, Miku formó parte de la convocatoria para la Copa América de Chile, disputó un partido contra Brasil y logró anotarles un gol viniendo de la banca para la derrota de su selección 2-1 ante los brasileros.

## Participaciones internacionales

### Participaciones en Copa América
| Copa América      | Sede      | Resultado     | Partidos | Goles |
| ----------------- | --------- | ------------- | -------- | ----- |
| Copa América 2011 | Argentina | Cuarto lugar  | 6        | 1     |
| Copa América 2015 | Chile     | Primera ronda | 2        | 1     |

### Participaciones en eliminatorias mundialistas
| Eliminatorias     | Resultado | PJ | Goles |
| ----------------- | --------- | -- | ----- |
| Eliminatoria 2010 | 8° Lugar  | 6  | 3     |
| Eliminatoria 2014 | 6.º lugar | 4  | 0     |

### Goles internacionales
| Gol | Fecha                    | Sede                                                      | Oponente      | Marcador | Resultado | Competencia                     |
| --- | ------------------------ | --------------------------------------------------------- | ------------- | -------- | --------- | ------------------------------- |
| 1.  | 24 de marzo de 2007      | José Encarnación Romero, Maracaibo                        | Nueva Zelanda | 4–0      | 5–0       | Amistoso                        |
| 2.  | 27 de agosto de 2007     | Estadio Antonio Oddone Sarubbi, Ciudad del Este, Paraguay | Paraguay      | 1–1      | 1–1       | Amistoso                        |
| 3.  | 3 de marzo de 2009       | CTE Cachamay, Ciudad Guayana, Venezuela                   | Colombia      | 1–0      | 2–0       | Clasificación Copa Mundial 2010 |
| 4.  | 10 de septiembre de 2009 | José A. Anzoátegui, Puerto La Cruz                        | Perú          | 1–0      | 3–1       | Clasificación Copa Mundial 2010 |
| 5.  | 10 de septiembre de 2009 | José A. Anzoátegui, Puerto La Cruz                        | Perú          | 2–1      | 3–1       | Clasificación Copa Mundial 2010 |
| 6.  | 8 de septiembre de 2010  | Metropolitano de Lara, Cabudare, Venezuela                | Ecuador       | 1–0      | 1–0       | Amistoso                        |
| 7.  | 25 de marzo de 2011      | Catherine Hall Stadium, Montego Bay, Jamaica              | Jamaica       | 0–1      | 0–2       | Amistoso                        |
| 8.  | 1 de junio de 2011       | Estadio Mateo Flores, Ciudad de Guatemala                 | Guatemala     | 0–1      | 0–2       | Amistoso                        |
| 9.  | 13 de julio de 2011      | Padre Ernesto Martearena, Salta                           | Paraguay      | 2–3      | 3–3       | Copa América 2011               |
| 10. | 15 de agosto de 2012     | Sapporo Dome, Sapporo                                     | Japón         | 1–1      | 1–1       | Amistoso                        |
| 11. | 21 de junio de 2015      | Estadio Monumental, Santiago                              | Brasil        | 2–1      | 2–1       | Copa América 2015               |

## Clubes

### Juvenil
| Club                      | País      | Temporadas  |
| ------------------------- | --------- | ----------- |
| Santo Tomás de Villanueva | Venezuela | 1989 - 2001 |
| SD Sueca                  | España    | 2001 - 2003 |
| CF Crack's                | España    | 2003 - 2004 |
| Valencia C. F.            | España    | 2004        |

### Profesional
| Club                         | País      | Año         | Partidos | Goles |
| ---------------------------- | --------- | ----------- | -------- | ----- |
| CD Alcoyano (cedido)         | España    | 2004 - 2005 | 39       | 35    |
| UD Salamanca (cedido)        | España    | 2005 - 2006 | 41       | 50    |
| CF Ciudad de Murcia (cedido) | España    | 2006        | 22       | 22    |
| Valencia Mestalla            | España    | 2007        | 15       | 10    |
| Gimnàstic (cedido)           | España    | 2007 - 2008 | 30       | 25    |
| UD Salamanca (cedido)        | España    | 2008 - 2009 | 39       | 40    |
| Valencia CF                  | España    | 2009        | 7        | 3     |
| Getafe CF                    | España    | 2010 - 2012 | 102      | 28    |
| Celtic FC (cedido)           | Escocia   | 2012 - 2013 | 13       | 2     |
| Getafe CF                    | España    | 2013        | 5        | 2     |
| Al-Gharafa                   | Catar     | 2013 - 2015 | 25       | 6     |
| Rayo Vallecano               | España    | 2015 - 2017 | 46       | 13    |
| Bengaluru FC                 | India     | 2017 - 2019 | 39       | 25    |
| Omonia                       | Chipre    | 2019 - 2020 | 12       | 3     |
| Deportivo de La Coruña       | España    | 2020 - 2022 | 52       | 19    |
| Real Murcia CF               | España    | 2022 - 2023 | 16       | 1     |
| CF Intercity                 | España    | 2023        | 8        | 1     |
| CD Arenteiro                 | España    | 2023        | 17       | 5     |
| Academia Puerto Cabello      | Venezuela | 2024        | 16       | 4     |
| Metropolitanos Fútbol Club   | Venezuela | 2024 - 2025 | 15       | 4     |

### Hat - Tricks
Partidos donde anotó 3 goles o más
| # | Fecha      | Estadio                     | Partido                               | Goles | Resultado | Competición                          |
| - | ---------- | --------------------------- | ------------------------------------- | ----- | --------- | ------------------------------------ |
| 1 | 27/08/2009 | Mestalla                    | Valencia CF - Stabæk IF               |       | 4 - 1     | Liga Europa de la UEFA 2009-10       |
| 2 | 19/03/2021 | Campo municipal de Barreiro | Deportivo La Coruña - Celta de Vigo B |       | 3 - 0     | Segunda División B de España 2020-21 |

## Palmarés

### Torneos nacionales
| Título                  | Club            | País    | Año       |
| ----------------------- | --------------- | ------- | --------- |
| Segunda División B      | UD Salamanca    | España  | 2005-2006 |
| Scottish Premier League | Celtic F. C.    | Escocia | 2012-2013 |
| Copa de Escocia         | Celtic F. C.    | Escocia | 2012-13   |
| Indian Super League     | Bengaluru F. C. | India   | 2018-2019 |

### Torneos regionales
| Título        | Club      | Región   | Año       |
| ------------- | --------- | -------- | --------- |
| Copa Cataluña | Gimnàstic | Cataluña | 2007-2008 |

### Distinciones individuales
| Distinción                                                         | Año       |
| ------------------------------------------------------------------ | --------- |
| Goleador de la Segunda División B de España con 15 goles.          | 2005-2006 |
| Jugador del Mes de Febrero Primera División de España con 5 goles. | 2016      |